# Velmez volejbal
Velmez volejbal (TJ Spartak Velké Meziříčí) je český profesionální volejbalový klub, převážně mládežnický. Ve Velkém Meziříčí má dlouholetou tradici,[kdy?] hraje se zde 1. liga mužů a extraliga ve všech mládežnických kategorií.

## Úspěchy
- 2003 – 3. místo extraliga junioři
- 2014–2015 – postup do 2. národní ligy mužů
- 2014–2015 – 2. místo extraliga junioři

## Osobnosti
- Martin Kryštof – libero českého národního týmu, několikanásobný mistr Německa, aktuálně trenér mládeže velmezu
- Michal Hrazdíra
- Zdeněk Málek
- Matěj Uchytil
- Marek Zmrhal
- Jan Barák (volejbalista)
- Patrik Indra